# Hans Speidel
Hans Speidel (Metzingen, 28 ottobre 1897 – Bad Honnef, 28 novembre 1984) è stato un generale tedesco, che combatté durante la prima e la seconda guerra mondiale; tra i pochissimi sopravvissuti tra gli ufficiali diretti organizzatori dell'attentato a Hitler del 20 luglio 1944, nel dopoguerra fu tra i fondatori della Bundeswehr e fu il primo alto ufficiale tedesco cui venne affidato un importante comando NATO in Europa, quale comandante in capo delle forze di terra NATO in Europa centrale durante la guerra fredda, dall'aprile 1957 al settembre 1963. Era il fratello minore del generale Wilhelm Speidel.

## Biografia

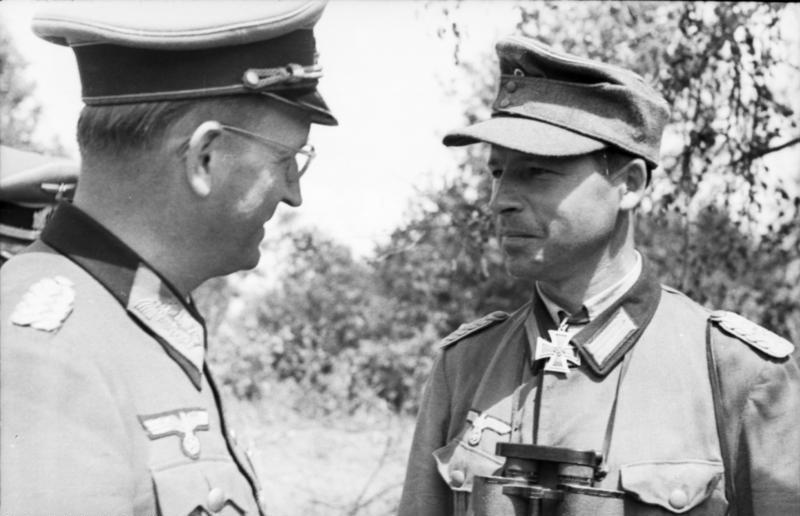
Il generale Speidel (a sinistra) sul fronte orientale nel 1943.

Speidel si arruolò giovanissimo nell'esercito imperiale tedesco, allo scoppiare della prima guerra mondiale nell'estate del 1914, ottenendo rapidamente la promozione a sottotenente.
Durante la guerra prese parte alla Battaglia della Somme come comandante di compagnia. Rimase in servizio nel periodo tra le due guerre ed ottenne la promozione a tenente colonnello alla vigilia del secondo conflitto mondiale.

### Seconda guerra mondiale
Prese parte alla campagna di Francia nel 1940 e nell'agosto dello stesso anno divenne capo di stato maggiore del comando militare tedesco in Francia.
Nel 1942 fu trasferito in Russia, ove ricoprì l'incarico di capo di stato maggiore del V Corpo d'armata e, promosso Generale, quello di capo di stato maggiore del Gruppo di Armate sud.
Nell'aprile del 1944 fu nominato capo di stato maggiore del Gruppo d'armate B comandato dal Feldmaresciallo Erwin Rommel, a difesa del Vallo Atlantico in Francia.
Speidel conservò l'incarico quando Günther von Kluge rilevò il posto di Rommel, rimasto ferito a seguito del mitragliamento dell'auto sulla quale viaggiava da parte di un velivolo alleato.
Nazionalista tedesco ma opposto al nazismo e alle sue politiche razziali, Speidel fu parte del gruppo ristretto di ufficiali che organizzarono l'Operazione Valchiria - l'attentato ad Adolf Hitler del 20 luglio 1944 - e fu tra i pochissimi a sopravvivere alla repressione nazista che ne seguì. Malgrado la copertura offertagli da Walter Model, fu arrestato dalla Gestapo il 7 settembre 1944 per il suo coinvolgimento nel complotto, non ammise mai alcuna responsabilità né fece alcun nome durante gli interrogatori cui fu sottoposto. Fu quindi portato di fronte ad un giurì d'onore composto da Gerd von Rundstedt, Heinz Guderian e Wilhelm Keitel, che si concluse senza la sua espulsione dall'esercito, salvandolo così dalla prospettiva di comparire di fronte al tribunale speciale ("Corte popolare") presieduto da Roland Freisler, che mandò a morte gli altri congiurati cui, diversamente da Rommel, non era stato dato il tempo o l'opportunità di suicidarsi o non erano stati sommariamente uccisi nell'immediatezza del fallito tentativo di uccidere il dittatore tedesco e rovesciare il nazismo. Poco prima di suicidarsi Rommel, nella sua ultima lettera ad Hitler del 1º ottobre 1944, ne chiese invano il rilascio. Rommel era stato avvicinato cautamente e poi coinvolto nel complotto proprio da Speidel, che aveva operato in tal senso prima del ferimento subito il 17 luglio 1944 dal Feldmaresciallo. Speidel rimase così prigioniero della Gestapo per sette mesi, poi riuscì ad evadere e a darsi alla macchia, sfuggendo ai tentativi di catturarlo sino a che fu liberato dalle truppe francesi che avanzavano nel cuore del Reich il 29 aprile del 1945.

### Dopoguerra
Dopo la guerra Speidel tenne per qualche tempo l'incarico di professore di storia moderna presso l'università di Tubinga e nel 1950 pubblicò il libro Invasion 1944: Rommel and the Normandy Campaign.
Fu quindi coinvolto nella creazione e nello sviluppo del rinato esercito tedesco, la Bundeswehr, ove proseguì sino al massimo del grado la carriera di ufficiale generale. Colto e fluente in inglese e tedesco, nell'aprile del 1957 fu quindi nominato comandante in capo delle forze di terra NATO in Europa centrale, primo tedesco a ricoprire un incarico di tale prestigio e responsabilità nell'ambito dell'alleanza durante la guerra fredda, posto che tenne sino al pensionamento, nel settembre del 1963. Si trattò di un eccezionale evento e di uno straordinario successo per un generale tedesco che, solo 18 anni prima, aveva combattuto la seconda guerra mondiale.